# Acacia tephrophylla
Acacia tephrophylla är en ärtväxtart som beskrevs av Mats Thulin. Acacia tephrophylla ingår i släktet akacior, och familjen ärtväxter. Inga underarter finns listade i Catalogue of Life.